# Abbaye Saint-Barthélemy de Noyon
L'abbaye Saint-Barthélemy de Noyon est une ancienne abbaye de chanoines réguliers de Saint-Augustin fondée en 1064 par l'évêque de Noyon, Baudouin, et située à Noyon dans l'actuel département français de l'Oise en région Hauts-de-France. 
Elle adhère à la Congrégation de France (Génovéfains) au XVIIe siècle. Fermée à la Révolution, l'abbatiale, ancienne cathédrale, devient église paroissiale sous le vocable de Notre-Dame.

## Histoire
Une petite église est bâtie, au début du XIe siècle, à l´initiative de Garnier, archidiacre du diocèse de Noyon, dans un cimetière hors les murs, sur une petite colline appelée le Mont-des-Monumens. Elle est bénie par Hugues, évêque de Noyon. L´édifice est agrandi et érigé en abbaye par l´évêque Baudouin, en 1064. Les chanoines réguliers de Saint-Augustin, rattachés à la congrégation de Saint-Victor, y sont introduits en 1088. Vers 1112, le cloître et ses dépendances sont construits.
Vers 1296, Martin IV, sur la requête de l'abbé, accorde un privilège qui leur accorde la permission de porter l'habit noir hors de la maison au lieu de l'habit blanc.
En 1358 dans la crainte d´une attaque des forces anglo-navarraises qui ravagent la contrée, les habitants entreprennent de la démolir. En 1369, elle est incendiée par Robert Knolles, qui ravage tout le Vermandois, le Noyonnais et l´Ile de France. En 1397, l'abbé demande à la ville la permission de mettre en état de défense l´abbaye. En 1400, Jean Lefebvre, dit Brisemoutier, fait rebâtir le cloître, le chapitre et le dortoir, il fait élever une tour et meubler la sacristie et l´église.
En 1552, elle est dévastée par les Bourguignons et les Hongrois aux ordres de Marie de Hongrie. Elle est rasée en 1557 pendant la onzième guerre d’Italie. Les religieux réduits au nombre de quatre et à un novice s´installent dans leur maison de refuge.
Une nouvelle abbaye est reconstruite intra-muros, de 1561 à 1571. 
Affiliés en 1654 à la Congrégation de France, dite des génovéfains, les religieux, acceptent, en 1683, de tenir le collège des Capettes de Noyon et entrent en possession des biens de l´ancien hôpital Saint-Jacques. 
L´abbaye est démolie en 1678 pour être reconstruite sur un plan plus vaste. Le 6 février 1683, la ville accorde aux religieux la permission d´avancer de six pieds sur la rue pour bâtir leur église, dont la première pierre est posée le 2 juillet 1708.
Les religieux ne sont jamais très nombreux au XVIIIe siècle (cinq en 1768 dont un prieur, six en 1790 outre les quatre régents dirigeant le collège). L´abbaye possédait une bibliothèque de plus de 2 000 volumes et un trésor de prestigieux objets pesant 45 marcs d´argenteries.
Le 13 février 1790, l'Assemblée constituante prononce l'abolition des vœux monastiques et la suppression des congrégations religieuses. L'abbaye est fermée. Les moniales quittent leur couvent vers la fin de l'année. L’inventaire de ses biens est dressé. L'abbaye est mise en vente, comme bien national, en 1791 et vendue le 19 novembre 1793.
L´abbaye échappe à la destruction en servant d´abord de casernement à l´armée révolutionnaire puis, en 1796, de collège municipal. Les sœurs de Saint-Thomas de Villeneuve rachètent les bâtiments et y établissent un pensionnat, dès 1862, qui prospère jusqu'en 1904. Elles font reconstruire, en 1875, une nouvelle église de style néo-gothique, à peu près à l´emplacement de l´ancienne (détruite dans le premier tiers du XIXe siècle). Ces nouvelles constructions, détruites au printemps 1918 et abandonnées entre les deux guerres, sont complètement rasées après 1945.

## Abbés
D'après Gallia Christiana et Ponthieux

### Abbés réguliers
- 1088-1108 : Bernard († 1108), prend possession de l'abbaye lors de l'installation des Chanoines réguliers de saint Augustin
- 1112-1116 : Lambert († 1116)
- 1123-1130 : Regnier
- 1135-1139 : Adam
- 1140-1153 : Garnier
- 1154-1157 : Absalon († 1156)
- 1158-1178 : Hugues († 1187)
- ? : Arnulfus vel Ernulfus, Arnulf ou Ernulf, Arnoud, devient abbé de Saint-Éloi-Fontaine vers 1185[5]
- 1187-1200 : Jean I († 1200)
- v. 1228 : Wuillaume ou Willerme[6].
- v. 1294 : Jean de Vi ou de Vic († 1298), abbé de Sainte-Geneviève de Paris en 1294-1296
- v. 1307 : Jean de Choisi
- v. 1315 : Jean de Mer
- v. 1369 : Jean d´Amiens
- v. 1400 : Hugues
- v. 1400, Jean Lefebvre, dit Brisemoutier, abdique en 1416
- Guillaume de Hangest, neveu du seigneur de Magny
- 1505 : Jacob Paillost.

### Abbés commendataires
À partir du concordat de Bologne, commence la série des abbés commendataires et seigneurs temporels, nommé par le roi :
- Nicolas Carlier
- 1535-1548 : Charles d'Humières († 1571), évêque de Bayeux, grand aumônier de France
- 1548 : Philibert Delorme (1514-1570), architecte[7].
- v. 1596 : Balthazar Grangier, conseiller et aumônier du roi Henri IV[8]
- Nicolas Grangier[9].
- 1668 : Paul-Louis-Philippe de Lezay de Lusignan (1630-1716), évêque de Rodez[10].
- 1673 : Balthasar Grangier de Liverdis (1606-1679), évêque de Tréguier
- 1717-1723 : Étienne-Joseph de La Fare (1690-1741)
- 1723-1728 : Martin de Ratabon[11].
- 1729 : Bonaventure Baüyn (1699-1779), évêque d'Uzès
- 1772 : d'Alleray, vicaire général d'Uzès[12].

## Prieurés
L'influence de l'abbaye s'étend sur les prieurés où elle envoie ses religieux et recueille les revenus :
- Prieuré de Bellefontaine à Nampcel, fondé au début du XIIe siècle[13],[14].
- D'après Auguste Longnon, les prieurés de Pimprez et de la Verrue[15] à Pimprez dépendaient de Bellefontaine, vers 1300[16].
- Prieuré de Curlu [17].
- Prieuré de Beaulieu-les-Fontaines, Auguste Lognon le fait dépendre de Saint-Barthélemy de Noyon[18].

## Droit de patronage et dîmage
L'abbaye a le droit d'élire et de pourvoir aux cures des églises dont elle est patron, de prêtres qu'elle présente à l'ordination de l'évêque diocésain. C'est le droit de patronage, de présentation à l’évêque et de nomination d'un desservant aux églises ou cures (paroisses) où elle percevait les grosses dîmes. 
Les évêques Ratbod et Baudry lui accorde le autels d'Ognes, de Vraignes, de Gauchy, de Curlu, d'Ablaincourt, de Misery et de Breuil.
Dans une charte de l'an 1118, Lambert, évêque de Noyon, approuve la donation faite à l'abbaye de Saint-Barthélemy, des autels ou églises de : Ognes, de Traigne, de Genvry, de Curlu, d'Ablaincourt, de Misery, de Dompierre, de Tincourt, de Saint-Quentin-en-l'Eau, de Villers-Carbonnel, de Beauvois, de Breuil, de Varesnes, de Bovincourt et Marest.
Mauritania, près d'Anvers est donné par Lambert II, évêque de Thérouanne en 1192; Rebreuviette donné en 1228 par Adam, évêque de Thérouanne.
Florent de la Boissière donna la cure d'Ablaincourt aux chanoines réguliers de Saint-Barthélemy de Noyon, sur la sollicitation de Jean de Mer, leur abbé.

## Patrimoine foncier
L'abbaye possédait la terre de Vraignes et une métairie à Vraignes en 1191. Avant de partir pour la Terre-Sainte, Gui, seigneur d'Arblincourt voulut réparer ses torts à l'égard des religieux de Saint-Barthélemy, en leur concédant divers biens à Caisnes.
En 1219, un échange est passé entre l'abbé de Saint-Barthélémy et l'abbé de Saint-Éloi-Fontaine, au sujet des dîmes d'Ognes affectées pour la fondation de la cure de Commenchon et de terrages, cens et autres redevances dus sur les terroirs d'Hombleux, de Griecourt et Robercourt,.
L'abbaye de Saint-Barthélemy de Noyon possédait des domaines ou des droits dans les localités suivantes : Noyon, — Appilly, — Babœuf, — Beauvois, Cauvigny et Trefcon (Aisne), — Bernes (Somme), — Bouvincourt (Somme), — Breuil (Somme), -Brouchy (Somme), — Caillouël-Crépigny (Aisne), — Caisnes, Nampcel et Bellefontaine, — Curlu (Somme), — Dompierre en Santerre et Cappy (Somme), — Estouilly (Somme), — Flavy-le-Meldeux, Le Plessis-Patte-d'Oie, et Guiscard, — Ham (Somme), — Hardecourt-aux-Bois (Somme), — Herbécourt (Somme), — Maissemy, Villecholles, Attilly et Holnon (Aisne), — Marest-Dampcourt (Aisne), — Misery (Somme), — Neuflieux (Aisne), — Ognes (Aisne), — Péronne, Barleux et Bruntel (Somme), — Pontoise, Couarcy et Courcelles, — Salency, - Soyécourt (Somme), — Tincourt-Boucly (Somme), — Travecy (Aisne), — Varennes, — Vraignes (Somme) .
L'étang de la Grenouillère, une cense du terroir de Frise, appartenait à l'abbaye de Saint-Barthélemy.

## Héraldique
| Armoiries de l'Abbaye Saint-Barthélemy de Noyon. | Les armes de l'abbaye se blasonnent ainsi : D'azur semé de fleurs de lys d'or,. |